# Segler-Verband Nordrhein-Westfalen
Der Segler-Verband Nordrhein-Westfalen (SVNRW) ist die Dachorganisation der Segel-, Surf- und Kitesport-Vereine in Nordrhein-Westfalen. Der SVNRW ist der Landesfachverband Segeln des Landessportbunds Nordrhein-Westfalen und außerordentliches Mitglied des Deutschen Segler-Verbandes. Mit rund 37.000 Mitgliedern aus fast 300 Vereinen ist er der größte Landesverband des Deutschen Segler-Verbandes.

## Geschichte
Er wurde 1951 gegründet und hat seinen Sitz im Haus des Sports in Duisburg. Kommissarische Präsidentin ist Gabriela Thiele, die zudem 2. Vorsitzende des Düsseldorfer Segel Club Unterbachersee ist.
Der Verband unterhält Landesleistungsstützpunkte an der Sechs-Seen-Platte in Duisburg und am Aasee in Münster, sowie zwei Regionalstützpunkte an der Bevertalsperre und am Sorpesee.

## Präsidenten
| Zeitraum                 | Name                     | Verein                                 | Bemerkungen                                          | Foto |
| ------------------------ | ------------------------ | -------------------------------------- | ---------------------------------------------------- | ---- |
|                          | Jutta Reinhold           | Yacht Club Rursee                      | Ehrenpräsidentin (1934–2008)                         |      |
| 1992–2004                | Klaus Dietrich Rosenfeld | Kaarster Segel-Club                    | * 20. Dezember 1927; † 14. März 2021; Ehrenpräsident |      |
| 2004–2010                | Heinz Staudt             |                                        | * 23. Dezember 1939                                  |      |
| 2010–2014                | Frank Suchanek           | Segelklub Bayer Uerdingen              | [ 6 ]                                                |      |
| 2014–2016                | Mona Küppers             | Oberhausener Segel-Club                |                                                      |      |
| 2016–2019                | Manfred Lenz             | Windsurfingclub Dreiländersee          |                                                      |      |
| seit 2019–17. April 2021 | Gabriele Thiele (komm.)  | Düsseldorfer Segel Club Unterbachersee |                                                      |      |
| seit 17. April 2021      | Christoph Zander         | ETUF Segeln                            |                                                      |      |